# Clasificación oceánica para la Copa Mundial de Rugby de 2023
La clasificación de Oceanía para la Copa Mundial de Rugby fue una serie de partidos internacionales disputados por las selecciones masculinas pertenecientes a Oceania Rugby.
El continente oceánico cuenta con un cupo directo a Francia 2023 y un cupo al repechaje que otorgará otra plaza al torneo entre el campeón del Asia Rugby Championship Top 3 2021 y el segundo mejor equipo de Oceanía.

## Oceanía 1
- El ganador clasifica al grupo D de la Copa Mundial 2023, el perdedor avanza al playoff por el cupo de Oceanía 2.

| 10 de julio de 2021 | Samoa | 42 - 13 | Tonga | Mount Smart Stadium, Auckland |  |
|                     |       | Reporte |       |                               |  |

| 17 de julio de 2021 | Tonga | 15 - 37 | Samoa | FMG Stadium Waikato, Hamilton |  |
|                     |       | Reporte |       |                               |  |

| Bandera de Samoa                   |
| Oceanía 1 Samoa                    |
| Clasificado a la Copa Mundial 2023 |

## Oceanía 2
- El ganador disputará un repechaje intercontinental frente al campeón del Asia Rugby Championship Top 3 2022 cuyo ganador clasificará al Grupo B del Mundial de Rugby de 2023
- Islas Cook fue asignado a la definición al ser el equipo con mejor ranking de los que disputaban el Oceania Rugby Cup luego de que este fuera cancelado.[2]

| 24 de julio de 2021 | Tonga | 54 - 10 | Islas Cook | Navigation Homes Stadium, Pukekohe, Nueva Zelanda |  |
|                     |       | Reporte |            |                                                   |  |

- Tonga clasifica al playoff frente al campeón de Asia.